# Titularbistum Sufasar
Sufasar ist ein Titularbistum der römisch-katholischen Kirche.
Es geht zurück auf einen antiken Bischofssitz in der gleichnamigen antiken Stadt, die sich in der römischen Provinz Mauretania Caesariensis befand.
| Titularbischöfe von Sufasar |                                  |                                                     |                    |                  |
| Nr.                         | Name                             | Amt                                                 | von                | bis              |
| 1                           | Gaston-Marie Jacquier            | Weihbischof in Algier (Algerien)                    | 4. Dezember 1960   | 8. Juli 1976     |
| 2                           | Stanisław Adam Sygnet            | Weihbischof in Sandomierz (Polen)                   | 20. September 1976 | 1. November 1985 |
| 3                           | André Vallée PME                 | Bischof des Kanadischen Militärordinariats (Kanada) | 28. Oktober 1987   | 19. August 1996  |
| 4                           | Benjamín Castillo Plascencia     | Weihbischof in Guadalajara (Mexiko)                 | 18. November 1999  | 8. Februar 2003  |
| 5                           | Claude Champagne OMI             | Weihbischof in Halifax (Kanada)                     | 25. März 2003      | 5. Januar 2009   |
| 6                           | Augustinus Kim Jong-soo          | Weihbischof in Daejeon (Südkorea)                   | 10. Februar 2009   | 26. Februar 2022 |
| 7                           | Francisco Javier Acero Pérez OAR | Weihbischof in Mexiko-Stadt (Mexiko)                | 15. September 2022 |                  |